# Oltářní menza

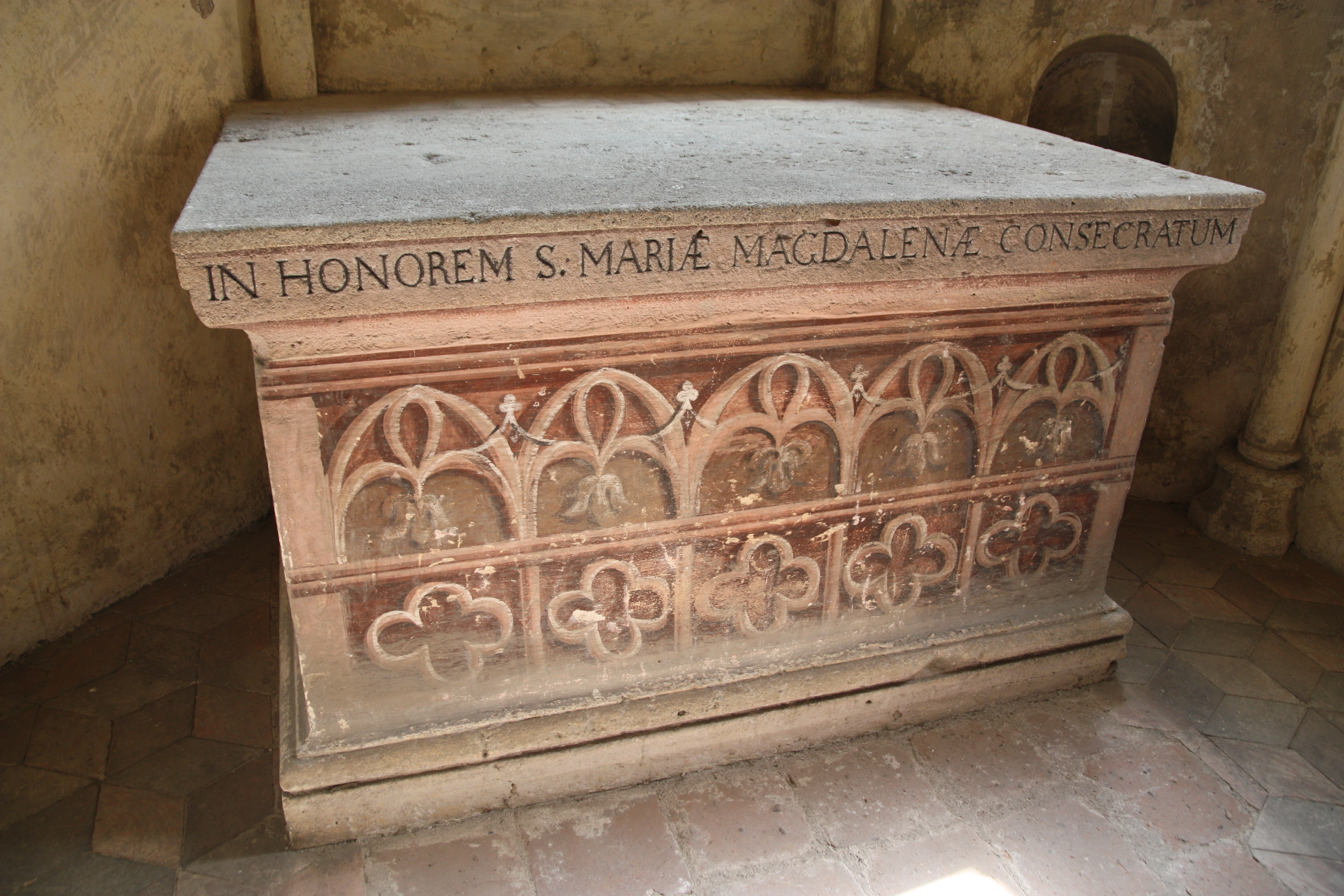
Oltářní menza v královské kapli, Plasy

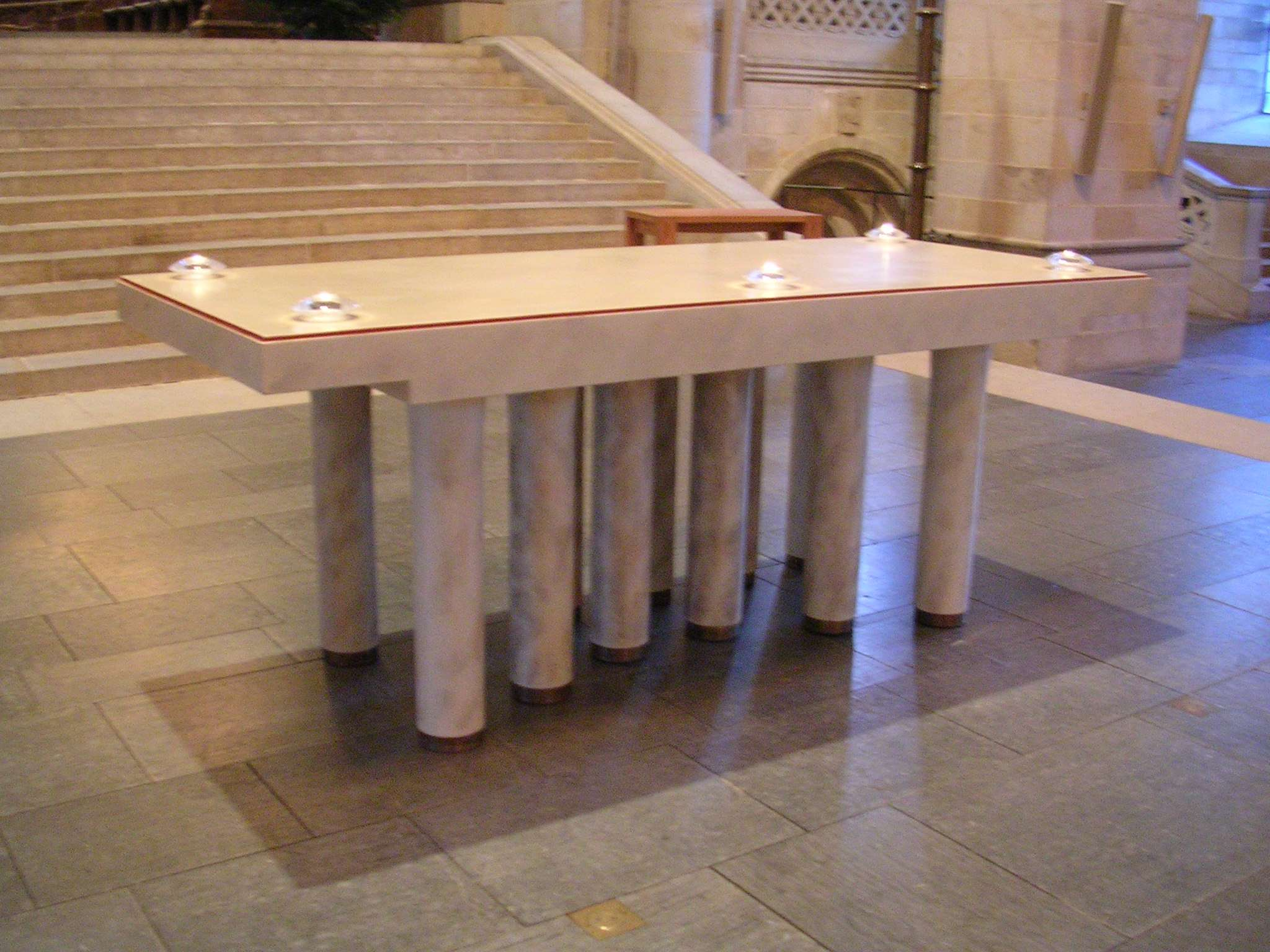
Oltářní menza v katedrále v Lundu (2004)

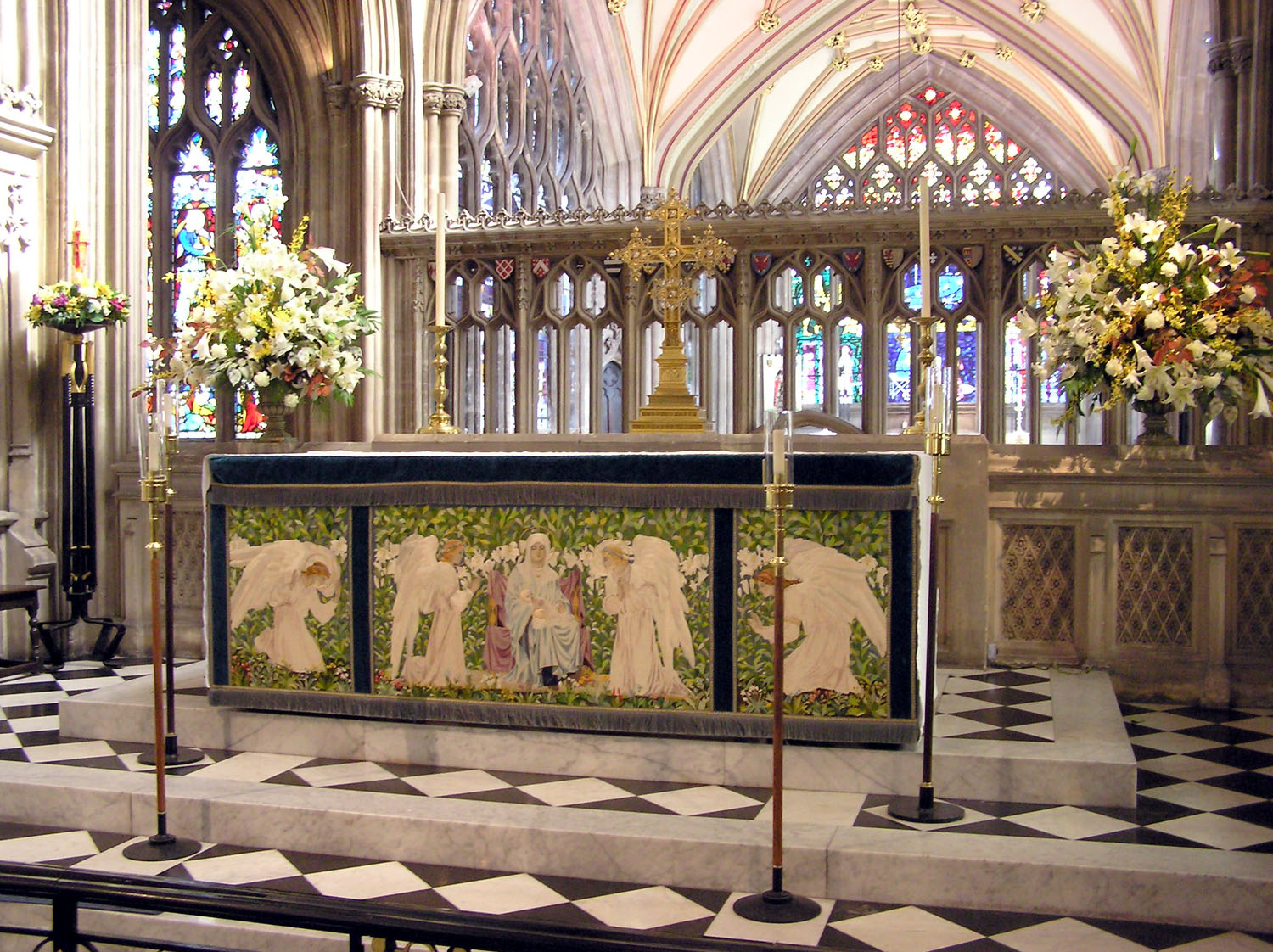
Oltář (St. Mary, Bristol)

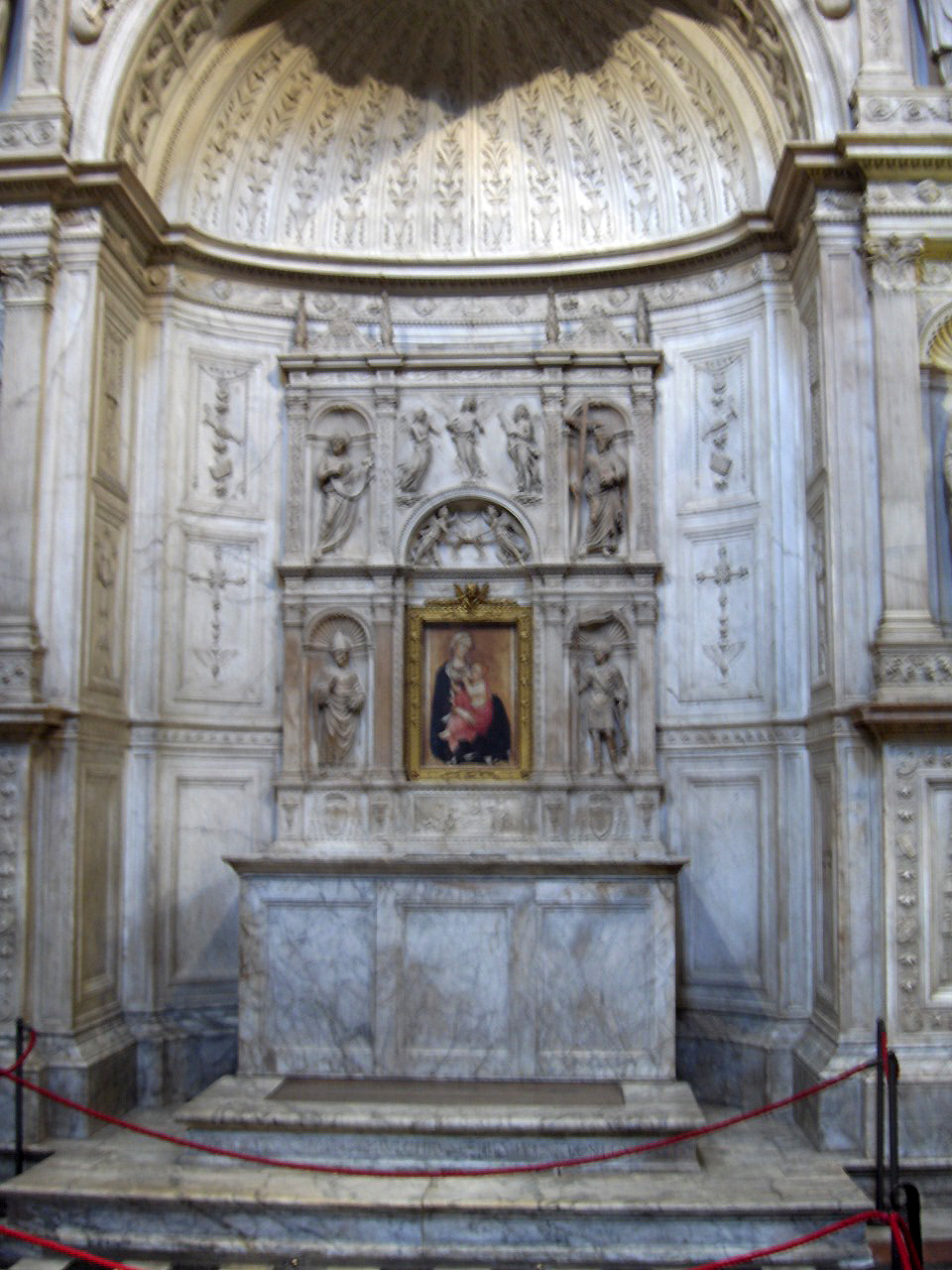
Renesanční oltář s mramorovým retáblem (Dóm v Sieně)

Oltářní menza (lat. stůl), také stůl Páně (mensa Domini) je hlavní, podstatná část oltáře křesťanských kostelů, která oltář charakterizuje jako místo oběti. Podle tradice i liturgických předpisů Římskokatolické církve to má být kamenná deska na pevném podstavci. Oltářní menza bývá pokryta bílým ubrusem, přední stranu oltáře často pokrývá ozdobné antependium.
Pravoslavné církve užívají namísto menza pojmenování prestol.

## Původ
Křesťanský oltář jako stůl Páně především připomíná Poslední večeři Krista s apoštoly (Mt 26, 26 (Kral, ČEP) a násl.) a v nejstarší liturgii to byl zřejmě stůl (1Kor 10, 21 (Kral, ČEP)). Teprve v souvislosti se stavbou stálých chrámů a kostelů, snad od 4. století, se objevují pevné kamenné oltáře, buď jako deska na čtyřech nohách (stipes), nebo kamenný blok, případně i sarkofág, v němž byl pohřben nějaký světec.
Tak se i na křesťanský oltář přenesly i některé starověké obětní zvyklosti v domě, kde otec rodiny obětoval zemřelým předkům. Domácím „oltářem“ (lat. ara) bylo ohniště, které nesmělo nikdy vyhasnout, a jemuž v katolickém kostele odpovídá věčné světlo. V nejstarších dobách bývali pod ohništěm pochováni předkové a v prvotní církvi se křesťanské bohoslužby někdy konaly nad hroby mučedníků, což připomíná pozdější obyčej, že v menze bývají ostatky svatých. Tyto obyčeje převzaly i chrámy antických obcí a do jisté míry i křesťanské oltáře. Ve východním křesťanství se nazývá prestol.

## Vybavení
- V raném středověku oltářní menza měla pouze prohlubeň pro relikvii.
- Ve vrcholném středověku se oltáře přiléhající k čelní stěně kostela, doplňovaly dřevěným nástavcem, zvaným latinsky retrotabulum, zkráceně retábl, ozdobnou obvykle dřevěnou nástavbou za menzou nebo na ní, na menze stál kříž, svícny, případně i květiny.
- Barokní oltářní menza mívá na horní desce čtvercovou prohlubeň pro svěcenou oltářní desku s biskupskou pečetí- Kněz si přivezl oltářní desku a mohl sloužit bohoslužbu i v chrámu předtím znesvěceném (například po vpádu vojsk).

## Oltářní menza v různých církvích
V římskokatolické, v anglikánské i v pravoslavných církvích převládají pevné kamenné oltáře, které se zvláštním obřadem konsekrují čili světí. Užívaly se však i oltáře dřevěné, na něž se kladla menší kamenná deska s ostatkem světce (tzv. altare portatile - přenosný oltář). Skládací cestovní  oltář, tzv. Altare viaticum vůbec oltářní menzu nemá a nepotřebuje. 
V katolických kostelích se od Druhého vatikánského koncilu doporučuje volně stojící menza (tzv. čelem k lidu), která lépe odpovídá původnímu významu stolu, a eucharistie se může slavit v případě nouze i na běžném stole bez svatých ostatků. V protestantských církvích se častěji užívají více či méně ozdobené stoly, pokryté ubrusem. Na stole bývá vystavena Bible.
Pravoslavné církve oltářem chápají celý prostor za ikonostasem (kněžiště, presbyterium). Oltářní menza je pojmenována jako prestol. 